# Tohi des Santa Marta
Espèce
Synonymes
- Atlapetes melanocephalus
- Buarremon melanocephalus

Statut de conservation UICN

 LC  : Préoccupation mineure
Le Tohi des Santa Marta (Atlapetes melanocephalus) est une espèce de passereaux de la famille des Passerellidae.

## Répartition
Cet oiseau est endémique de la sierra Nevada de Santa Marta (Colombie).